# Gerald Stern
Gerald Stern (Pittsburgh, 22 de febrero de 1925-Nueva York,  27 de octubre de 2022) fue un poeta, ensayista y profesor estadounidense.

## Biografía
Stern se graduó por la Universidad de Pittsburgh y la Universidad de Columbia y estudió en la Universidad de París como postgraduado.[cita requerida]
Fue galardonado con el Premio Nacional del Libro de 1998 por su poemario This Time: New and Selected Poems y finalista en 1991 del Premio Pulitzer de Poesía por Leaving Another Kingdom: Selected Poems. En 2000, la gobernadora de New Jersey Christine Todd Whitman eligió a Stern como primer poeta laureado del estado..[cita requerida]
Autor de veinte libros de poesía y de cuatro ensayos, Stern impartió clases de literatura y de escritura creativa en la Universidad del Temple, la Universidad de Indiana de Pensilvania, el Colegio Universitario Raritan Valley y en el Iowa Writers' Workshop. Desde 2009, Stern ostenta el puesto de poeta residente y es miembro de facultad del programa de grado para el Máster en Bellas Artes en poesía de la Universidad Drew..[cita requerida]